# タイハ駅
タイハ駅（ベトナム語：Ga Thái Hà / 𥩤泰河?）はベトナムのハノイ市ドンダー区に位置するハノイ都市鉄道の駅である。

## 画像

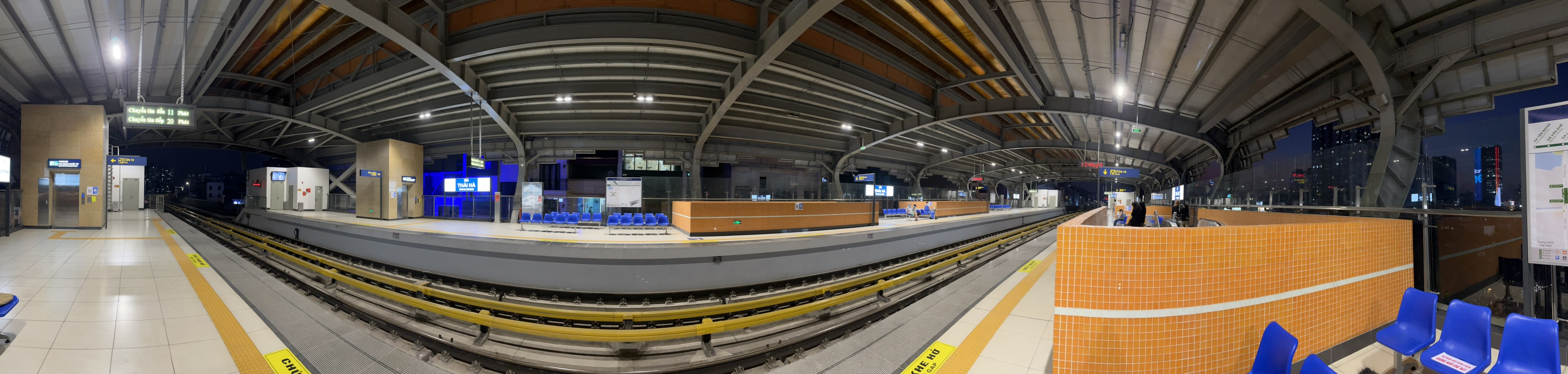
プラットホーム全景1

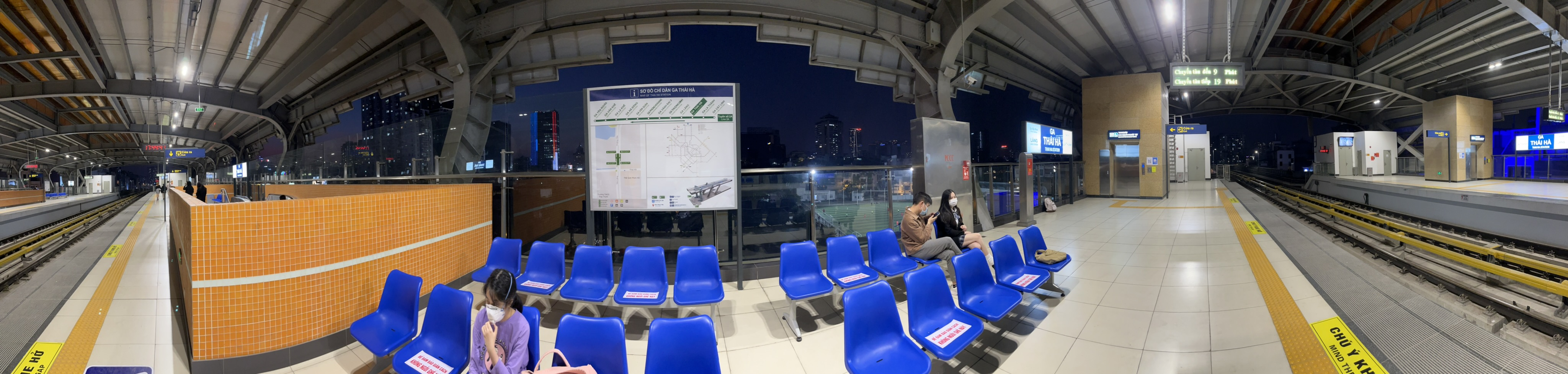
プラットホーム全景2

## 利用可能な路線
ハノイ都市鉄道
2A号線

## 隣の駅
ハノイ都市鉄道
2A号線
ラタイン駅 - タイハ駅 - ラン駅